# Domina Vacanze (Radsportteam)

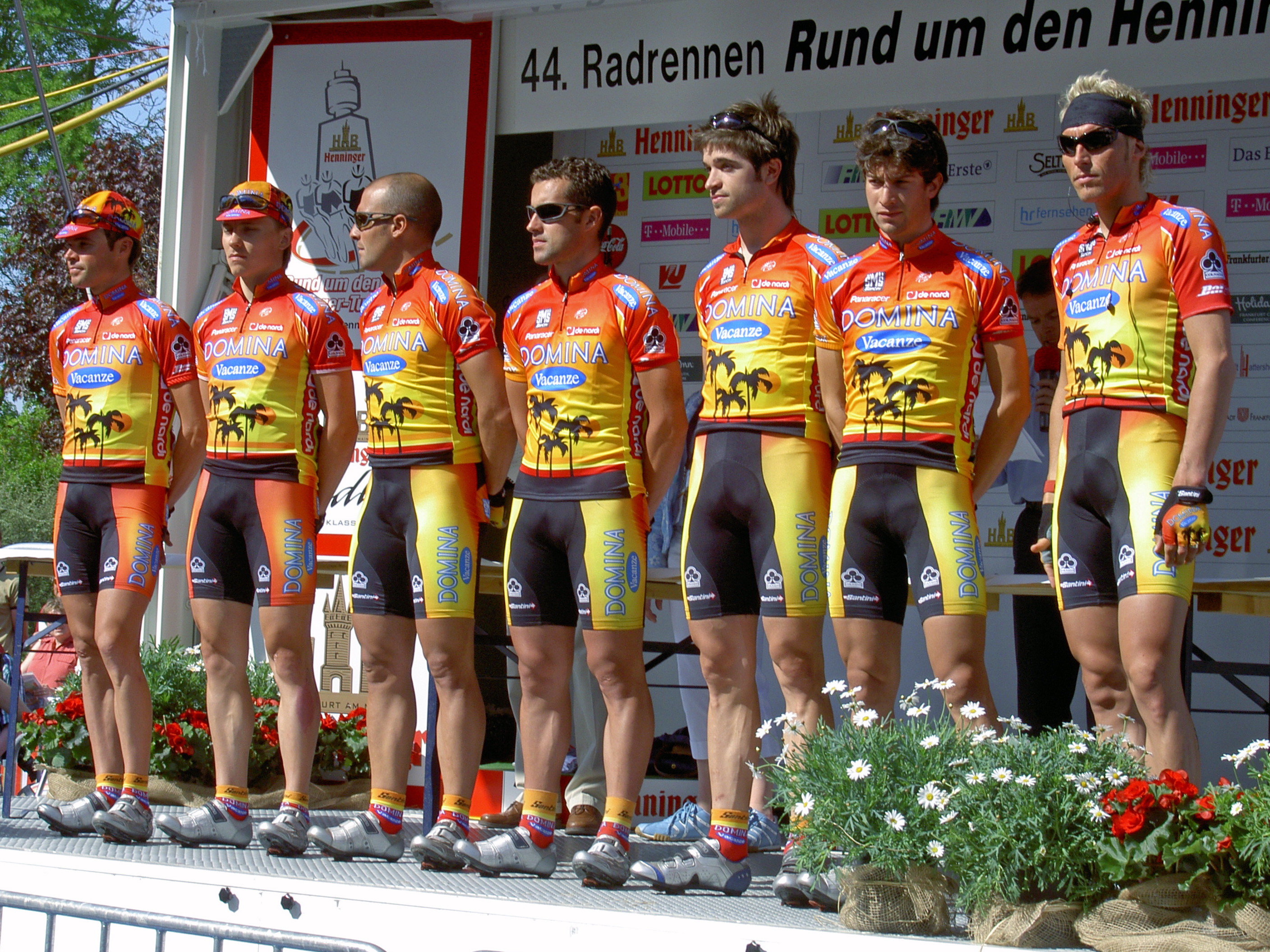
Das Team bei Rund um den Henninger-Turm

Domina Vacanze-De Nardi, De Nardi-Colpack oder De Nardi-Piemme Telecom war ein italienisches Radsportteam, das von 2003 bis 2005 bestand und in das Team Milram überging.

## Geschichte
Hauptsponsor des Teams war das Touristikunternehmen Domina Vacanze. Das Team wurde 2003 mit GS/1-Status gegründet und hatte 2004 den UCI-Status GS/2. Es fuhr als eines der 20 UCI ProTeams die UCI ProTour 2005 mit.
Team-Manager war zunächst Vincenzo Santoni, der 2005 von Gianluigi Stanga abgelöst wurde. Sportliche Leiter waren Giuseppe Petito und Antonio Salutini. Die Team Mannschaft wurde von 2006 an durch die deutsche Molkereigenossenschaft Nordmilch gesponsert und hieß nach deren Marke Milram seit 2006 Team Milram. Ab 2008 fuhr das Team mit deutscher Lizenz.

## Bekannte Fahrer
- Wladimir Belli (2005)
- Serhij Hontschar (2005)
- Ivan Quaranta (2005)

## Größte Erfolge
- Giro d’Italia
  - 2003: 8. & 9. Etappe (Cipollini) 20. Etappe (Lombardi)
- Deutschland Tour
  - 2005: 6. Etappe (Maxim Iglinski)
- Tirreno–Adriatico
  - 2003: 1. & 3. Etappe (Cipollini)